# Hulváky
Hulváky (niem. Hulwaken) – jedna z 37 części miasta statutarnego Ostrawy, stolicy kraju morawsko-śląskiego, we wschodnich Czechach, tworzy część obwodu miejskiego Mariánské Hory a Hulváky. Jest to także jedna z 39 gmin katastralnych o nazwie Zábřeh-Hulváky o powierzchni 175,2853 ha, które dawniej tworzyło północną część gminy katastralnej Zábřeh nad Odrou. Populacja w 2001 wynosiła 1119 osób, zaś w 2012 odnotowano 235 adresów. 

## Historia
Pierwsza wzmianka o tym miejscu pochodzi z 1547, kiedy biskup ołomuniecki Jan XVI Dubravius założył tu staw rybny. Znajdował się on w pobliżu ważnych traktów handlowych z Krakowa do Opawy i Cieszyna do Morawskiej Ostrawy. Droga ta miała wyjeżdzone koleiny i z niemieckiego zwano je Hohlweg, co w miejscowym dialekcie przekształciło się na Hulwag, a w języku czeskim zmieniło się na Hulváky. Według drugiej hipotezy nazwa pochodzi od dawnej nazwy Ulvágy. Osada ludzka zaczęła się tu rozwijać od 1889, początkowo nosiła nazwę Prokopec, od pierwszego osadnika Franciszka Prokopa. Historia miejscowości związana była z okolicznymi wsiami Novą Vsią, Witkowicami, Čertovą Lhotką, a przede wszystkim z Zábřehem nad Odrou, w granicach którego znajdowała się od 1850. W 1889 huta w Witkowicach zaczęła dla swych pracowników budować w Hulvákach domki robotnicze. W 1911 kolonia ta liczyła 20 domów, a łącznie Hulváky liczyły wówczas 3659 mieszkańców.
W latach 1924-1926 zamieszkiwał tu późniejszy prezydent Czechosłowacji Klement Gottwald.